# Azykh
Azykh (en azéri : Azıx) est un village d'Azerbaïdjan situé dans le raion de Khojavend. De 1993 à 2020, il était une communauté rurale de la région d'Hadrout, au Haut-Karabagh, sous le nom d'Azokh (en arménien : Ազոխ). En 2005, la population s'élevait à 806 habitants.

## Géographie
Azykh est situé à une altitude de 700 m, sur la rive gauche du Gouroutchaï, à 22 km au nord d'Hadrout. La grotte d'Azokh, abritant un site archéologique, se situe à proximité du village.

## Histoire
Pendant la période soviétique, Azokh faisait partie du district d'Hadrout au sein de l'oblast autonome du Haut-Karabagh.
En 1993, au cours de la première guerre du Haut-Karabakh, le village passe sous le contrôle des forces arméniennes, et devient une communauté rurale de la région d'Hadrout, au Haut-Karabagh.
Le 9 novembre 2020, pendant la deuxième guerre du Haut-Karabakh, le président azerbaïdjanais Ilham Aliyev annonce que le village est sous contrôle de l'Azerbaïdjan.
Toute la population arménienne du village a fui pendant la guerre et il est actuellement dépeuplé.